# Montjuic (Gerona)
Montjuic (oficialmente y en catalán Montjuïc) es una montaña de Gerona (España), con una altura de 215 metros sobre el nivel del mar, que alberga un barrio homónimo.

## Características del barrio

### Geografía
Montjuïc es uno de los 9 barrios de Gerona, según la división administrativa del municipio aprobada en 2003. El barrio tiene una superficie de 116,5 hectáreas que corresponden al monte de Montjuïc, delimitando su ámbito por criterios topográficos (cota altimétrica). Incluye un único sector, formado per el ámbito urbanizado de la montaña.

### Demografía
El barrio de Montjuïc tiene una población de 2.825 habitantes (padrón municipal de 2019). Está considerado un barrio dormitorio. La urbanización es mayoritariamente de chalés y viviendas unifamiliares. Es el segundo barrio con mayor renta familiar de la ciudad de Girona, con 63.628 euros, solo por detrás de Montilivi (datos de 2016).

## Historia

### Cementerio judío

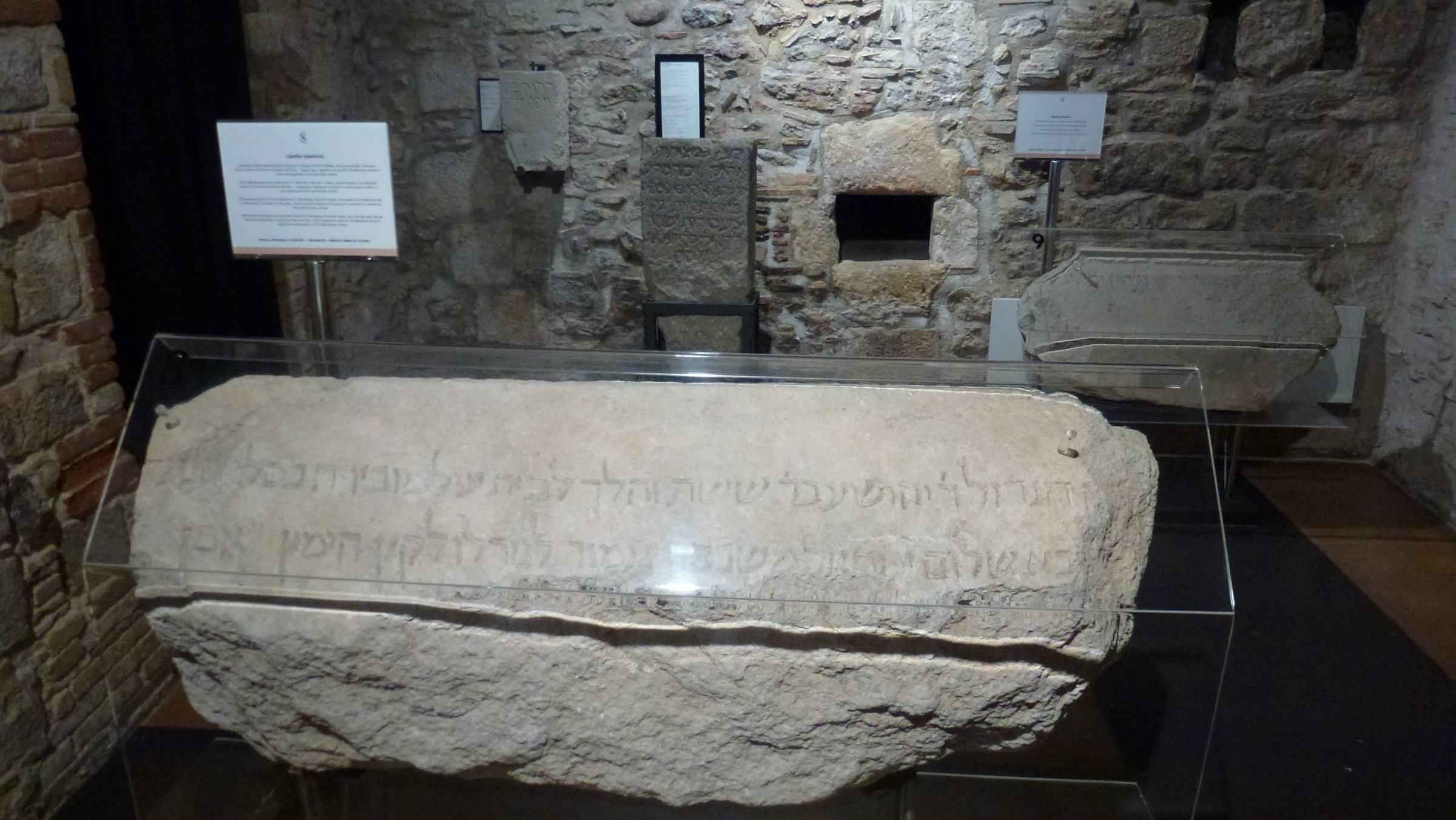
Lápidas del cementerio judío de Gerona expuestas en el Museo de Historia de los Judíos.

El nombre de Montjuïc (etimológicamente, Monte Judaico) proviene de la existencia de un cementerio judío de época medieval. La comunidad sefardí de Gerona floreció en el siglo XII con la primera escuela de cabalistas de la península ibérica. Como los judíos no podían ser enterrados en cementerios cristianos, las autoridades medievales autorizaron su sepultura fuera de la ciudad, junto a las murallas, en la ladera occidental de la montaña. El cementerio judío aparece documentado por primera vez en 1207.
Debido a la expulsión de los judíos de España con la promulgación del Edicto de Granada, el 14 de julio de 1492 los dirigentes de la aljama cedieron el cementerio al caballero Joan de Sarriera, Baile General de Cataluña. Posteriormente, este noble aprovechó las lápidas de roca para las obras de construcción de su casa señorial. Entre los siglos XIX y XX varias de esas lápidas, con inscripciones en hebreo, fueron recuperadas y desde 2000 se exhiben en el Museo de Historia de los Judíos.
El antiguo cementerio cayó en el olvido hasta 1865, cuando las obras de construcción del ferrocarril de Girona a Francia sacaron a luz restos de las sepulturas.

### Castillo de Montjuïc
Lo que hoy se conoce como castillo de Montjuïc fue un bastión defensivo en la cima de la montaña, construido por orden de Felipe IV en 1653. Originalmente constaba de una fortificación central y cuatro torres defensivas periféricas.

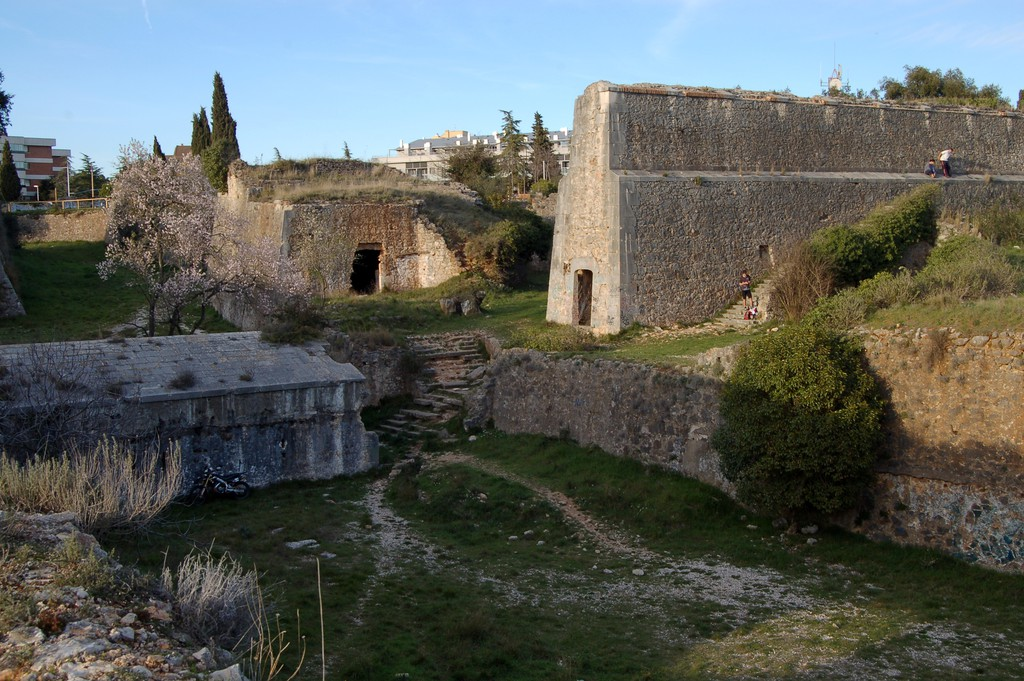
El Castillo de Montjuïc en la actualidad.

La fortaleza tuvo un papel especialmente destacado en la Guerra de la Independencia Española (1807-1814), en la defensa de la ciudad durante el Sitio de Gerona. Finalmente fue capturada por el Ejército Imperial Francés en 1809, poco antes de la capitulación de la ciudad. Los franceses levantaron una torre defensiva periférica adicional, conocida por el nombre de su constructor, el mariscal Louis Gabriel Suchet. Al finalizar la guerra el propio Suchet ordenó inutilizar castillo. 
En 1843 el castillo de Montjuïc y la torre Suchet resultaron parcialmente destruidos en un bombardeo ordenado por Juan Prim para reprimir la revuelta de la Jamancia.

### Urbanización de Montjuïc (sigloXX)
En los años 1930 el Ayuntamiento de Gerona planificó una primera urbanización de la montaña con la creación de una ciudad jardín para la clase obrera. El proyecto no prosperó al no poder obtener la cesión de los terrenos del castillo, de propiedad militar, y fue abandonado tras la Guerra civil española.
En los años 1950 se creó un barrio de barracas establecido por trabajadores inmigrantes que llegaban a la ciudad. En 1955 la montaña fue declarada zona verde. A pesar de ello, en 1967 el promotor Fernando de Vilallonga adquirió los terrenos del castillo y construyó una urbanización de chalets de lujo, que supuso la expulsión de los barraquistas.